# Ланда (Північна Дакота)
Ланда (англ. Landa) — місто (англ. city) в США, в окрузі Боттіно штату Північна Дакота. Населення — 41 особа (2020).

## Географія
Ланда розташована за координатами 48°53′45″ пн. ш. 100°54′43″ зх. д. / 48.89583° пн. ш. 100.91194° зх. д. (48.895846, -100.911972).  За даними Бюро перепису населення США в 2010 році місто мало площу 0,20 км², уся площа — суходіл.

## Демографія
Згідно з переписом 2010 року, у місті мешкало 38 осіб у 17 домогосподарствах у складі 10 родин. Густота населення становила 193 особи/км².  Було 22 помешкання (112/км²).
Расовий склад населення:
| - 100,0 % — білих |

До двох чи більше рас належало 0,0 %. Частка іспаномовних становила 0,0 % від усіх жителів.
За віковим діапазоном населення розподілялося таким чином: 23,7 % — особи молодші 18 років, 55,2 % — особи у віці 18—64 років, 21,1 % — особи у віці 65 років та старші. Медіана віку мешканця становила 50,0 року. На 100 осіб жіночої статі у місті припадало 137,5 чоловіків;  на 100 жінок у віці від 18 років та старших — 123,1 чоловіків також старших 18 років.
Медіана доходів становила 66 875 доларів для чоловіків та 24 375 доларів для жінок. За межею бідності перебувало 25,9 % осіб, у тому числі 0,0 % дітей у віці до 18 років та 14,3 % осіб у віці 65 років та старших.
Цивільне працевлаштоване населення становило 20 осіб. Основні галузі зайнятості: сільське господарство, лісництво, риболовля — 30,0 %, транспорт — 25,0 %, освіта, охорона здоров'я та соціальна допомога — 15,0 %, мистецтво, розваги та відпочинок — 10,0 %.